# Jardines de Augarten

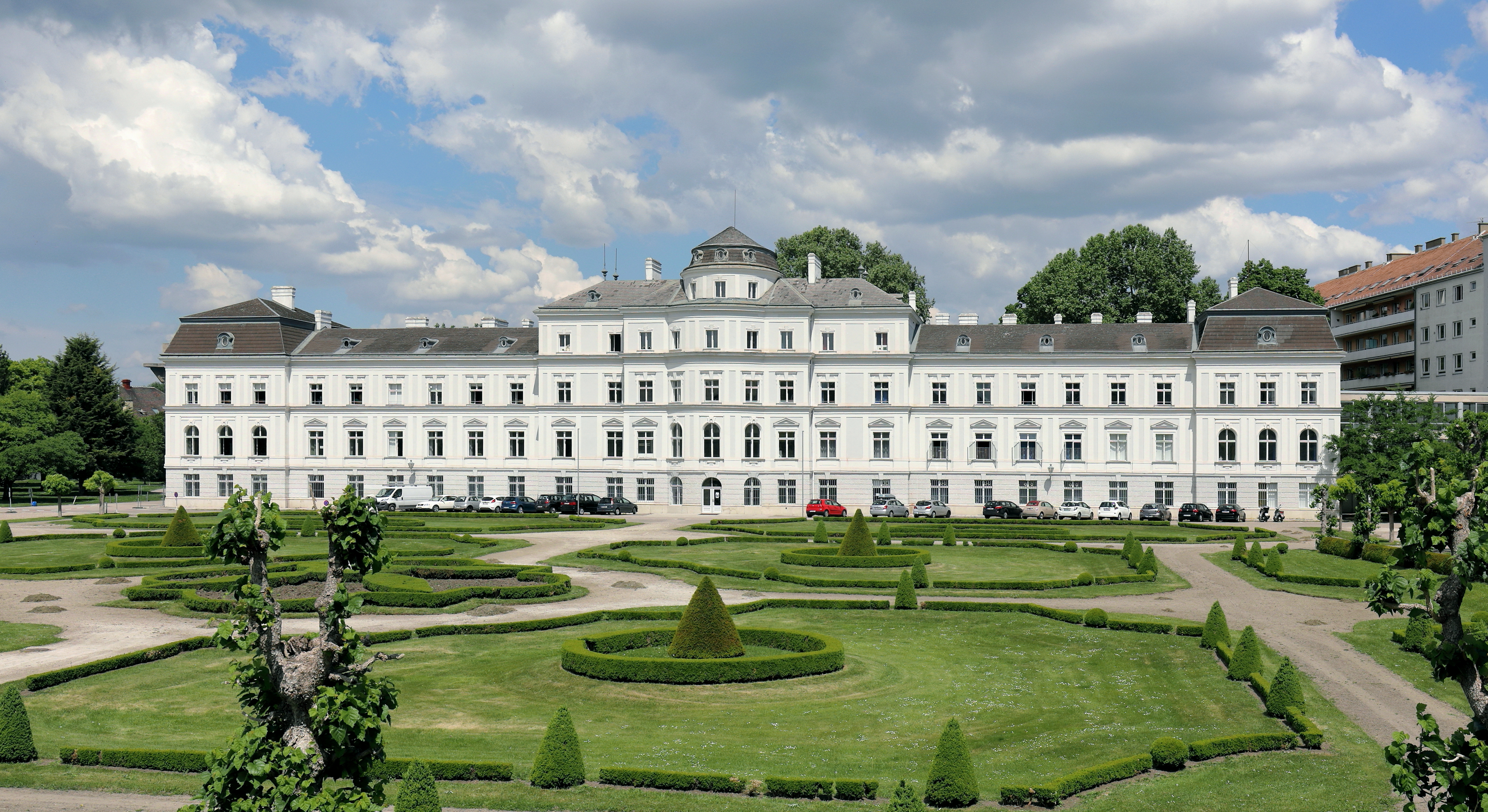
Palacio Augarten

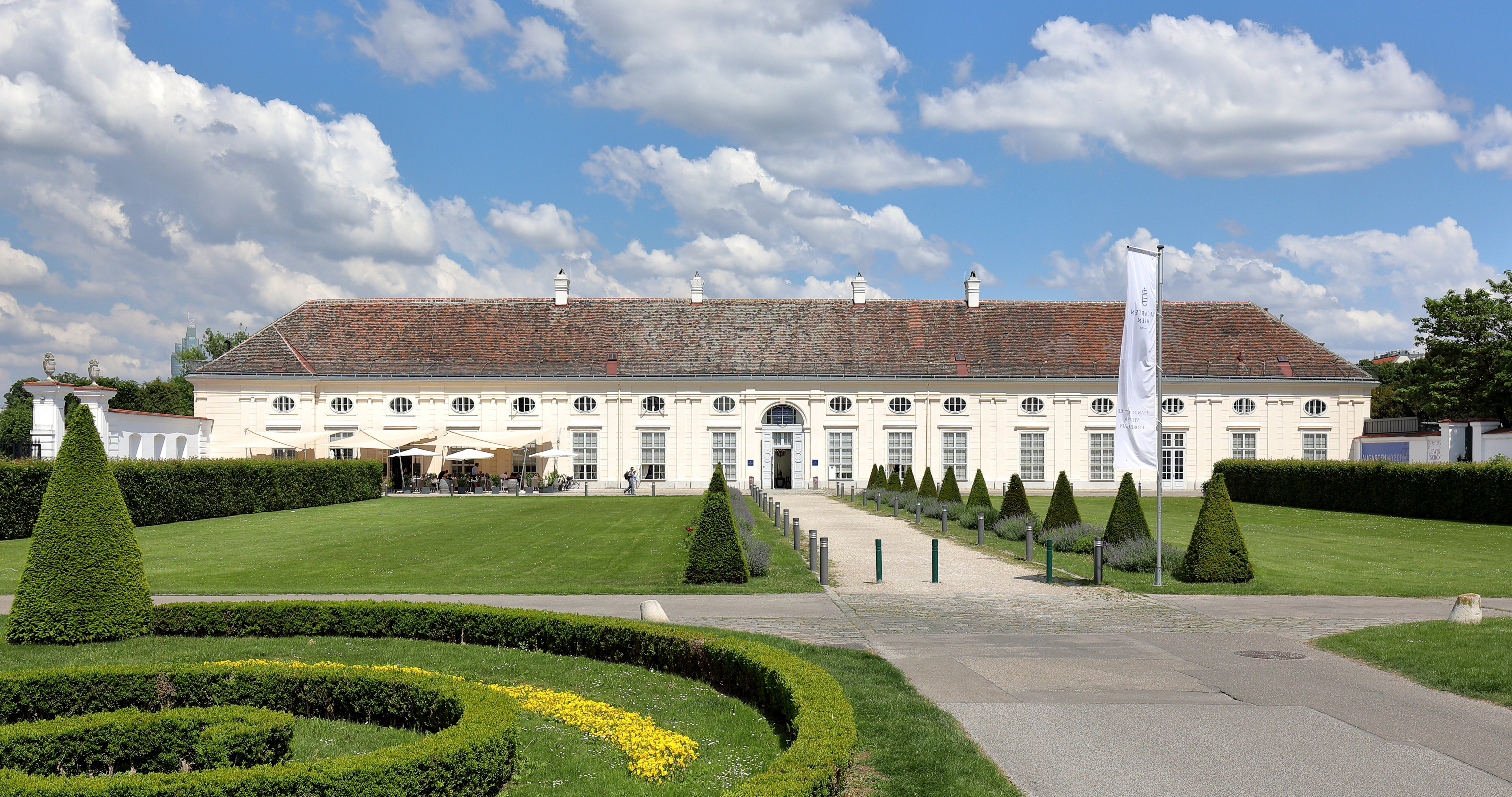
Manufactura de porcelana

Un mapa del Augarten

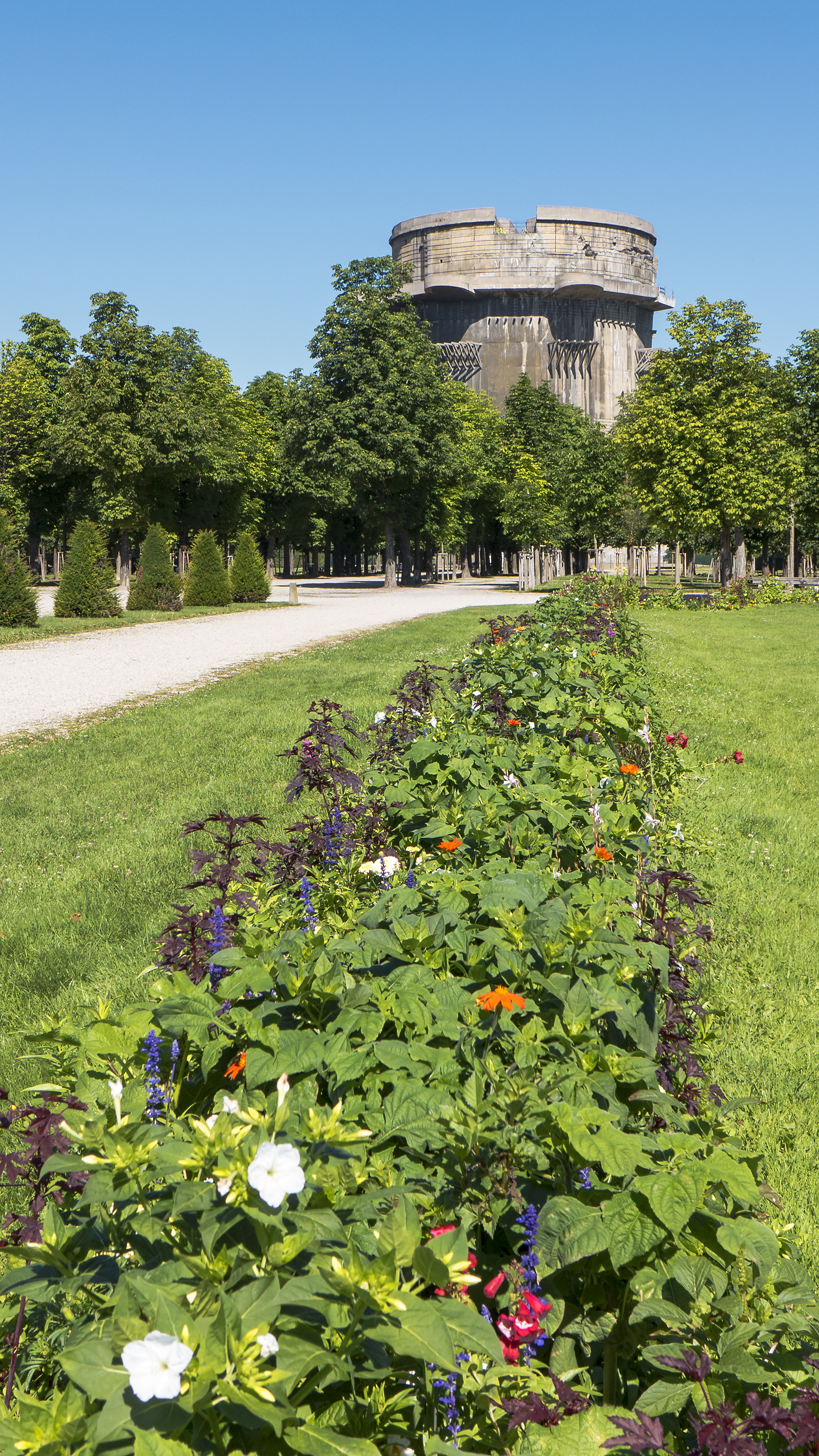
Zona ajardinada

El Augarten es un parque de 52,2 hectáreas, en gran parte público, perteneciente a los Bundesgärten (Jardines Federales) que cuenta con el complejo de jardines barrocos más antiguo de Viena y está situado en Leopoldstadt, el segundo distrito de Viena.

## Datos generales

### Ubicación y tráfico
El Augarten limita (en el sentido de las agujas del reloj) con la antigua Nordwestbahnhof (estación del noroeste) al noreste, el barrio de Volkertmarkt al sureste, el Karmeliterviertel al suroeste y el vigésimo distrito de Viena, Brigittenau, que se separó del 2º distrito en 1900, al noroeste. Al noroeste y al noreste, el muro del parque forma el límite entre los distritos 2 y 20. El Augarten, junto con las calles circundantes, forma el Augartenviertel, un distrito censal de Leopoldstadt.
La calle que va desde el puente de Augarten sobre el canal del Danubio hacia la puerta principal del Augarten se llama Untere Augartenstraße. La calle que recorre todo el parque por su lado suroeste se llama Obere Augartenstraße. La parte baja de la Augartenstrasse y la parte de la parte alta de la Augartenstrasse que linda con ella en dirección noroeste están recorridas por la línea de tranvía 31 (Schottenring-Stammersdorf) de las Wiener Linien, transporte público de Viena. En el extremo sur del Augarten se encuentra desde 2008 la estación de metro Taborstraße de la línea de metro U2. Al noreste, la línea de tranvía 5, electrificada en 1897 como primera línea de tranvía de Viena, recorre el muro del parque en la Rabbiner-Schneerson-Platz y la adyacente Rauscherstraße.

### Descripción
Además de un cuidado parterre con elaborados paisajes florales, el complejo de jardines de estilo francés ofrece también una extensa zona atravesada por sombreadas avenidas de castaños, olmos, tilos, fresnos y arces, que proporcionan espacio para el recreo y las actividades deportivas de la población local y los visitantes turísticos. Como en casi todos los jardines federales de Viena, el acceso no es posible por la noche, ya que las cinco puertas del parque están cerradas desde el anochecer hasta la madrugada; en las puertas hay carteles metálicos con los horarios de apertura según la temporada. Cuando el Augarten está cerrado, a la gente le gusta utilizar el circuito exterior del parque, de 3 kilómetros, para realizar actividades deportivas. 
El Augarten alberga el palacio Augarten, sede de los Niños Cantores de Viena, el histórico edificio de Augarten con la fábrica de Porcelana de Augarten, el Estudio de Augarten, actualmente abierto al público, el Filmarchiv Austria (una organización para la búsqueda, reconstrucción y conservación de documentos cinematográficos austriacos, ya sean películas, literatura sobre cine y películas o revistas cinematográficas), una residencia de ancianos, el Campus de Jabad de Lauder, una piscina infantil al aire libre y varios campos deportivos. En 2012, se añadió la sala de conciertos de los Niños Cantores, llamada MuTh, en el extremo sur de la zona, en Augartenspitz. Las dos altas torres antiaéreas, Flaktürme (Flak = cañón antiaéreo), son vestigios de la Segunda Guerra Mundial.
Además de varias fuentes de agua potable, hay dos establecimientos gastronómicos en el Augarten, uno (Bunkerei, en parte en un búnker de guerra) en la planta baja al lado de la pared suroeste del parque, otro en asociación con el Atelier Augarten.
Los jardines barrocos, el palacio y la parte conservada de la muralla original de Augarten de principios del siglo XVIII están catalogados como monumento desde el año 2000. El parque en sí es uno de los monumentos arquitectónicos-jardín más importantes de Austria y, como tal, está explícitamente incluido en la lista de monumentos (nº 46 en el anexo de la sección 1 (12) de la DMSG, ley de protección de monumentos).

## Historia

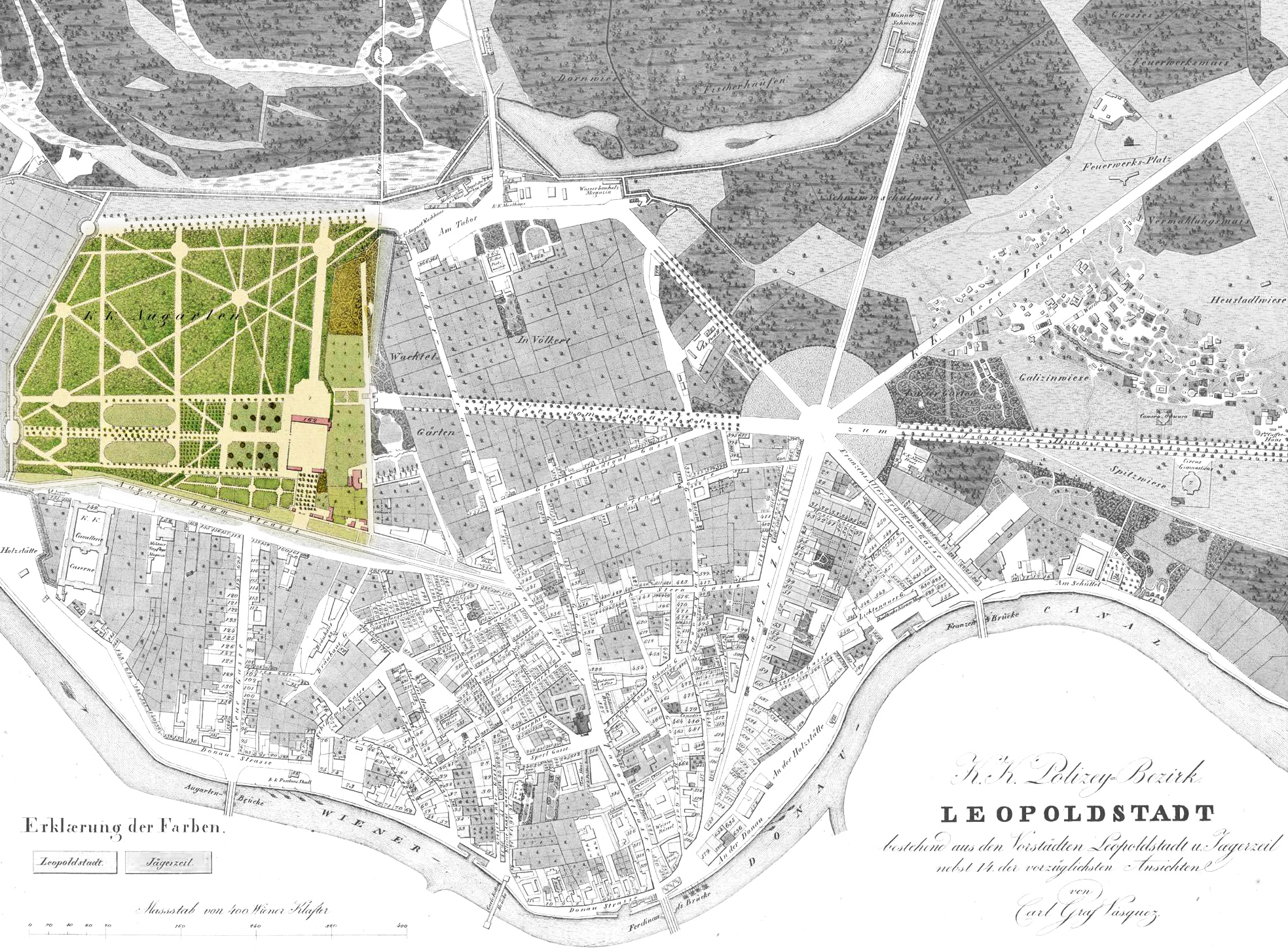
Augarten alrededor de 1830

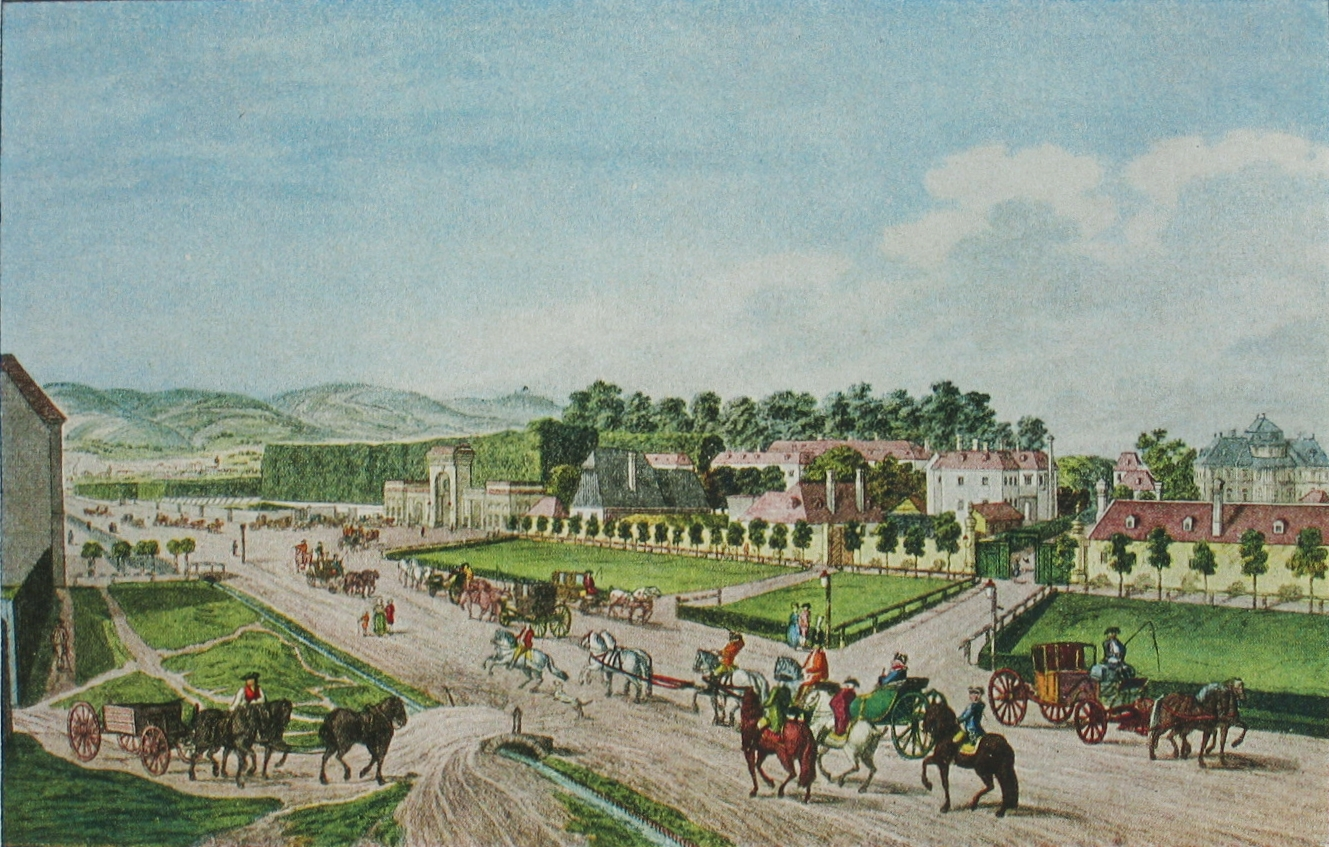
Grabado de la entrada al Augarten hacia 1782. El Kahlenberg y el Leopoldsberg se pueden ver al fondo a la izquierda.

En 1614, el emperador Matías de Habsburgo mandó construir un pequeño pabellón de caza en el Wolfsau, una parte del coto de caza imperial de la época, que todavía era un paisaje de ribera virgen. Alrededor de 1650, bajo el mandato de Fernando III, que para ello compró la parte de Am Tabor, se construyó un jardín de estilo holandés (pequeño en comparación con las dimensiones posteriores del Augarten) junto al pabellón de caza y se amplió éste. Junto a él se encontraban el palacio y el jardín del conde Johann Franz von Trautson, diseñados por Filiberto Luchese. En la década de 1660, Leopoldo I adquirió los jardines contiguos de Trautson de propiedad privada y en su lugar se creó un parque de recreo barroco. Alrededor de 1677, Leopoldo I mandó convertir el palacio del jardín de Trautson en un pequeño palacio, al que dio el nombre de Favorita Imperial. Más tarde se estableció el nombre de Antigua Favorita para el palacio de recreo imperial. Durante el segundo asedio turco a Viena en 1683 o batalla de Viena, véase Batalla de Kahlenberg, todo el complejo fue destruido. De los edificios sólo quedaron en pie partes de las paredes. 
No fue hasta 1705, bajo el emperador José I de Habsburgo, cuando el palacio y, a partir de 1708, los jardines fueron restaurados por el arquitecto de jardines Jean Trehet. El salón del jardín construido en aquella época es hoy la sede de la Fábrica de Porcelana de Augarten. Unos años más tarde, en 1712, el nuevo regente Carlos VI encargó a Trehet, que también había diseñado los jardines del palacio de Schönbrunn y del Belvedere, la creación de un nuevo jardín más elaborado de estilo francés. El Augarten actual corresponde en gran medida a esta disposición en su forma.

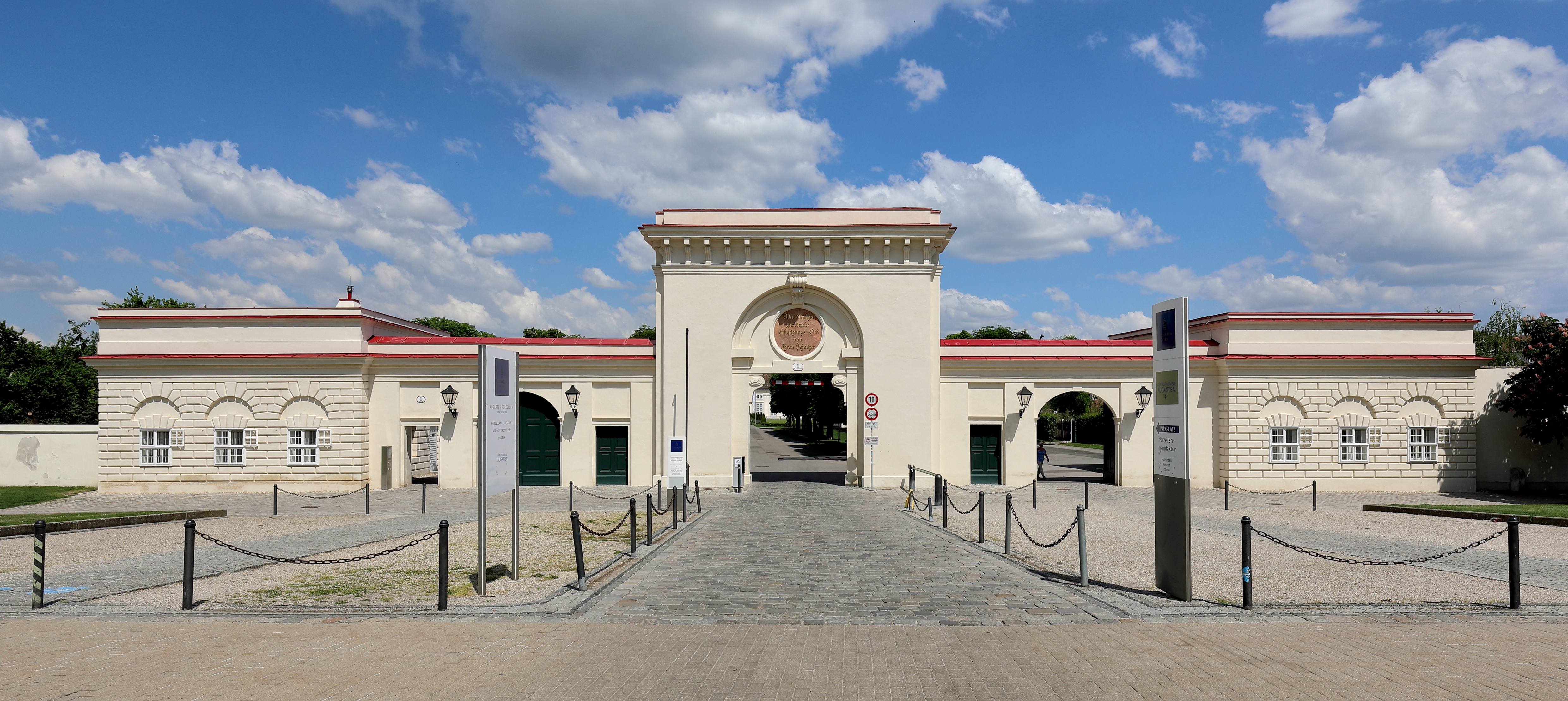
El portal de entrada en forma de arco triunfal diseñado por Isidore Canevale

Tras la apertura al público del Prater de Viena en 1766, el Augarten también fue abierto al público por José II el 1 de mayo de 1775. Con motivo de este acontecimiento, también se liberaron ruiseñores y su caza se convirtió en un delito punible. La entrada seguía custodiada por los militares en aquella época y los inválidos estaban presentes en el propio recinto para mantener el orden. Todavía hoy se puede leer la inscripción "Allen Menschen gewidmeter Erlustigungs-Ort von Ihrem Schaetzer" ("Este lugar de recreo queda dedicado al pueblo por el que lo valora") en el portal principal del Augarten, también construido en 1775 por Isidore Canevale, que conduce directamente al Palacio de Augarten (sede de la fábrica de porcelana). Para hacer honor a este lema, el Augarten albergaba entonces también un edificio con comedores, salas de refrescos, salones de baile y salas de billar junto a la entrada, siendo responsable el tratante Ignaz Jahn.

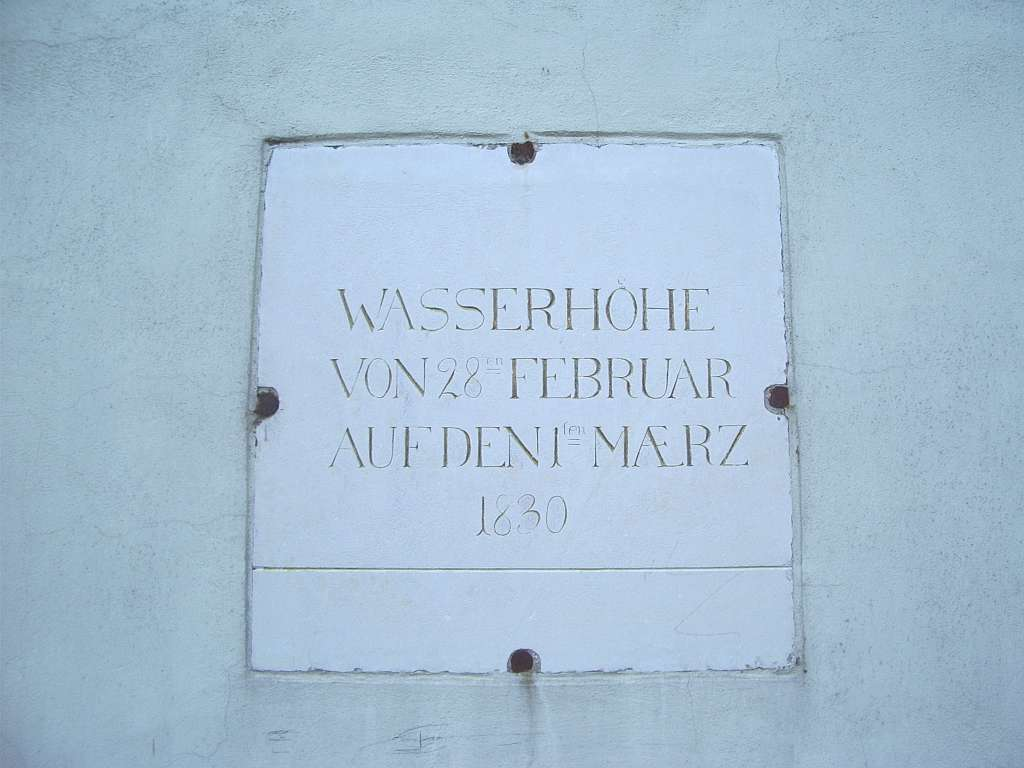
Máxima marca de agua en 1830

Durante la devastadora inundación que afectó a las zonas de Viena cercanas al Danubio en la noche del 28 de febrero al 1 de marzo de 1830, todo el Augarten se inundó hasta una altura de 1,75 metros. Dos placas conmemorativas, una colocada en el interior del portal principal y otra en la puerta junto a la Castellezgasse, siguen recordando este acontecimiento en la actualidad. De 1860 a 1875, el Danubio fue regulado y el Augarten fue separado del mismo. La antigua ribera fluvial se convirtió así en un paisaje cultural que ya no se vio amenazado por las inundaciones periódicas.
De 1934 a 1936, el entonces canciller federal Kurt Schuschnigg vivió en el Palacio Augarten. Hasta la Segunda Guerra Mundial, la historia de Augarten fue relativamente tranquila. Sin embargo, hacia el final de la guerra, esto iba a cambiar, ya que los estrategas de guerra de Adolf Hitler habían elegido el Augarten como el lugar ideal para la construcción de torres antiaéreas para proteger el centro de Viena debido a su posición geográfica. En el verano de 1944 se iniciaron las obras de construcción de dos torres antiaéreas vienesas (una torre de combate, Gefechtsturm, de 55 metros de altura y una torre de control, Leitturm, de 51 metros), cuyo extraño aspecto en medio del jardín las ha convertido desde entonces en un elemento característico del Augarten.
La construcción de las torres antiaéreas vienesas, con los fenómenos destructivos que la acompañan (tendido de 16 vías férreas, levantamiento de extensos poblados de barracas para los trabajadores de la construcción, etc.) ya fue muy dura para el Augarten, pero además, durante la guerra se arrojaron cientos de metros cúbicos de escombros, los vehículos blindados atravesaron por todos lados los jardines y se colocaron fosas comunes en las que se dice que fueron enterradas muchos cientos de víctimas de la guerra.
A finales de los años 60, se intentó volar una de las dos torres antiaéreas. La torre sufrió daños considerables -las grietas aún son claramente visibles- pero siguió en pie. Sin embargo, aparte de las torres indestructibles de facto, hoy no se ve nada de los días de guerra.

## Relevancia cultural

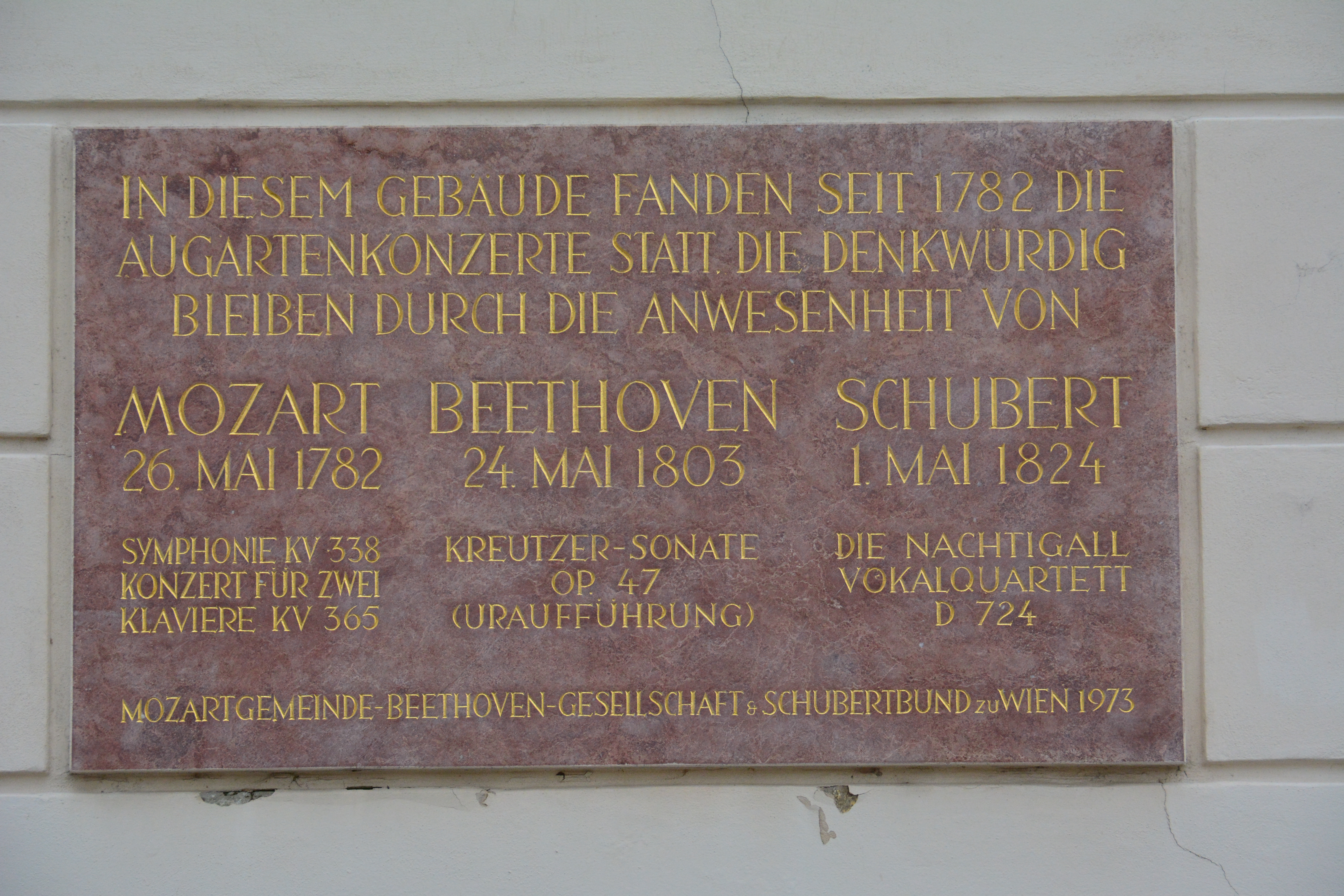
Placa conmemorativa de los conciertos de Augarten

El 26 de mayo de 1782 se celebró el primero de los conciertos matutinos en el salón del jardín del Palacio de Augarten bajo la dirección de Wolfgang Amadeus Mozart, pero la casa también dio cabida a otras numerosas fiestas y conciertos. Los conciertos matutinos fueron dirigidos durante un tiempo por el propio Mozart, después se turnaron varios directores hasta 1795, cuando el famoso violinista Ignaz Schuppanzigh se hizo cargo de los mismos. Ludwig van Beethoven también hizo interpretar varias de sus obras en el Augarten bajo la dirección de Schuppanzigh.
De 1820 a 1847, los concurridos conciertos del Primero de Mayo se celebraron en el salón del jardín del palacio, en los que se presentaron principalmente composiciones de Johann Strauss (padre).
De 1998 a 2007, el prado situado frente a la torre de combate albergó un cine al aire libre llamado Kino unter Sternen (cine bajo las estrellas) en los meses de verano de julio y agosto. Desde 2008, la parte más meridional del Augarten (el Augartenspitz, la "punta del Augarten") es la sucesora indirecta de Kino wie noch nie (cine como nunca), un proyecto del Filmarchiv Austria. En el marco de este evento, se proyectan películas típicamente internacionales alejadas de la corriente principal de Hollywood, predominantemente en versión original.
A partir de 2010, y a pesar de las fuertes protestas de los vecinos y de las iniciativas ciudadanas, se construyó en Augartenspitz una sala de conciertos y de usos múltiples para la Asociación de Niños Cantores de Viena, que alquiló la zona. El edificio se inauguró el 9 de diciembre de 2012 con el nombre de MuTh (de música y teatro).

## Instalaciones en el Augarten

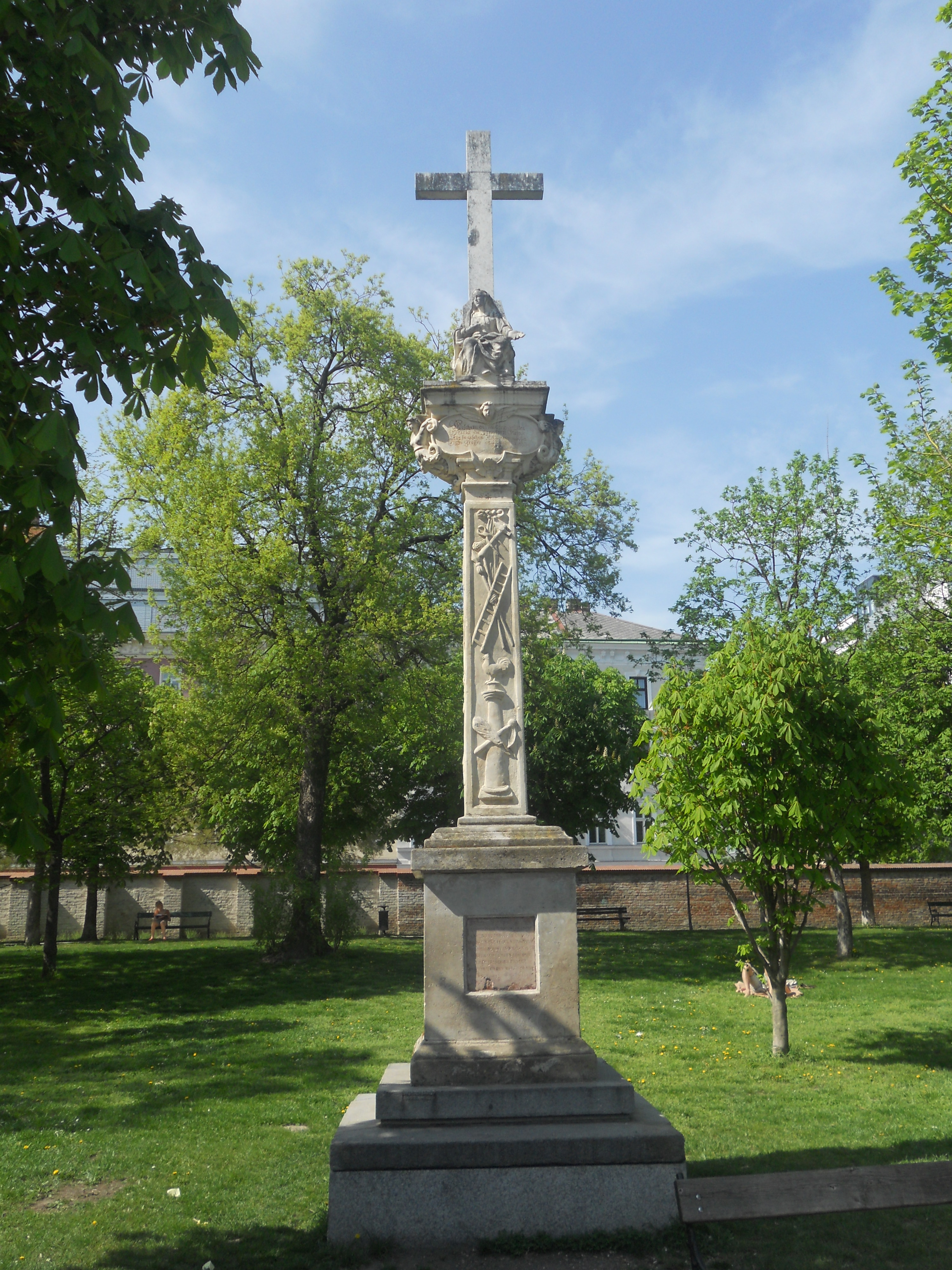
La cruz votiva de Schmidt

- Coro de Niños Cantores de Viena: se encuentran en el Palacio Augarten desde 1948. Además de un Gymnasium, instituto de enseñanza secundaria, con un internado exclusivo para los chicos del coro, el palacio también alberga un jardín de infancia y una escuela primaria privada con derechos públicos, que también están abiertos a los niños entusiastas de la música de ambos sexos. En diciembre de 2012, se terminó la sala de conciertos MuTh para el Coro de Niños en el Augarten.
- Fábrica de porcelana: La fábrica de porcelana de Augarten tiene su sede en el antiguo salón del jardín del Palacio de Augarten (entrada por la Obere Augartenstraße). La porcelana de alta calidad se sigue fabricando y vendiendo aquí hoy en día. Desde 2011, también se encuentra aquí el museo de la porcelana.[2]
- Museo Ambrosi / Thyssen-Bornemisza: El estudio del artista Gustinus Ambrosi cerca de la entrada de Lampigasse / Scherzergasse se estableció en la zona del Jardín Inglés desde 1955 hasta 2017. Además de un jardín de esculturas, aquí se encontraba el Museo Gustinus Ambrosi. De 2012 a 2017, la fundación Thyssen Bornemisza Art Contemporary, dirigida por Francesca Habsburg-Lothringen, expuso en la antigua casa y estudio del artista y nombró a la institución TBA21 - Augarten. Como anunció Francesca Habsburg en noviembre de 2015, TBA21 se cerró a finales de 2017 al expirar el contrato de alquiler de las salas del Augarten. También se cerró el Museo Gustinus Ambrosi; aún no se ha anunciado nada sobre el nuevo uso de los locales.
- Archivo de películas: Desde 1997, el Filmarchiv Austria se encuentra en las dependencias del palacio Augarten en la Obere Augartenstraße.
- Cruz votiva: Cerca del recinto norte (entrada Wasnergasse) se encuentra la Cruz Votiva de Schmidt o Cruz de Fundación. Según la placa de inscripción, fue donada por Joseph von Medusi en 1758, pero en realidad data probablemente del siglo XVII. En 1890 se trasladó a su ubicación actual. La cruz real se encuentra sobre un pilar de piedra arenisca que muestra los instrumentos del sufrimiento de Cristo; una figura de la Virgen se sitúa directamente debajo de la cruz.
- Casa Augarten: La casa (Rauscherstraße 16) es una residencia de ancianos inaugurada en 1975. El Café Haus Augarten está directamente unido a ella.
- Lauder- Chabad -Campus: El campus (Rabbiner-Schneerson-Platz 1 / Rauscherstraße) fue construido en 1998. Incluye una guardería, un jardín de infancia, una escuela primaria, una escuela secundaria y un centro de atención extraescolar. El campus tiene su propia academia pedagógica y una sinagoga
- Torres antiaéreas : Un par de torres Flak, las Flaktürme, son partes inconfundibles de la silueta del parque.
- Campos deportivos: Los cuatro campos deportivos federales son muy utilizados por los escolares, sobre todo porque muchas escuelas vienesas no tienen instalaciones deportivas propias y, por tanto, imparten sus clases de gimnasia en el Augarten.
- Piscina familiar al aire libre: En la parte norte del Augarten, el ayuntamiento de Viena gestiona una piscina familiar al aire libre no lejos de la Wasnergasse.
- Iglesia: La pequeña iglesia de la Madre de Dios en Augarten está en la esquina de Wasnergasse / Gaußplatz / Obere Augartenstrasse.
- Parques infantiles y cultivo de plantas: También forman parte del Augarten numerosos parques infantiles y viveros, que sirven a los Jardines Federales para cultivar las plantas necesarias para el diseño de los jardines.
- En el llamado Inspektionsstöckl (edificio de la puerta izquierda entre la entrada principal y el palacio de Augarten) se colocó en 1934 una placa conmemorativa del investigador apícola Anton Janša con motivo del 200 aniversario de su nacimiento.